# Pulvinaria brachiungualis
Pulvinaria brachiungualis är en insektsart som beskrevs av Savescu 1985. Pulvinaria brachiungualis ingår i släktet Pulvinaria och familjen skålsköldlöss.
Artens utbredningsområde är Rumänien. Inga underarter finns listade i Catalogue of Life.